# Merluccius
Il genere Merluccius comprende 16 specie di pesci d'acqua salata, comunemente noti come naselli, appartenenti alla famiglia Merlucciidae.

## Descrizione
Si presentano con un corpo allungato e slanciato. La bocca, profondamente incisa e rettilinea, è armata di forti dentii prominenti distribuiti sulle due mascelle; quella inferiore è più lunga di quella superiore .
Le pinne dorsali sono due: la prima alta e stretta, la seconda allungata, con una profonda intaccatura centrale. La pinna anale è simmetrica alla seconda dorsale e ha la stessa forma.

Il dorso è di tonalità grigio-nerastra, così come l'interno della bocca e le branchie, mentre i fianchi hanno un colore più argenteo.

Possono raggiungere grosse dimensioni.

## Alimentazione
Le forme giovanili si nutrono prevalentemente di crostacei, mentre all'avvicinarsi dell'età adulta sembrano cambiare dieta rivolgendosi dapprima a pesci di taglia piccola, per dedicarsi infine esclusivamente a cefalopodi e pesci di una certa dimensione nell'età adulta. Gli adulti sono cannibali e predano spesso giovani della loro specie.

## Riproduzione
Si riproducono in inverno fino all'inizio della primavera.

## Biologia
Predatori notturni, di giorno passano il tempo sul fondo.

## Specie
- Merluccius albidus
- Merluccius angustimanus
- Merluccius australis
- Merluccius bilinearis
- Merluccius capensis
- Merluccius gayi gayi
- Merluccius gayi peruanus
- Merluccius hernandezi
- Merluccius hubbsi
- Merluccius merluccius
- Merluccius paradoxus
- Merluccius patagonicus
- Merluccius polli
- Merluccius productus
- Merluccius senegalensis
- Merluccius tasmanicus